# Wilma Burgers-Gerritsen
Wilhelmina Victoria Antoinette (Wilma) Burgers-Gerritsen (Almelo, 3 januari 1942 – Almelo, 19 april 1993) was een Nederlands beeldhouwer, tekenaar en textielkunstenaar.

## Leven en werk
Gerritsen was een dochter van handelsreiziger Gustaaf Adolf Gerritsen en Janna Kuijt. Ze werd opgeleid aan de afdeling beeldhouwen van de Akademie voor Kunst en Industrie in Enschede en deed in 1963 eindexamen. Ze ontving een eervolle vermelding en 200 gulden bij de Geraert Terborchprijs 1965. De kunstenares trouwde in 1964 met drs. H. Burgers. Haar echtgenoot was leraar aardrijkskunde en maatschappijleer. Toen hij in 1969 werd benoemd tot cultureel ambtenaar bij de gemeente Leeuwarden, verhuisde het gezin naar Friesland. 
Wilma Burgers maakte onder meer bronzen plastieken die in de openbare ruimte van de provincie werden geplaatst. Naast beelden en kleinplastiek maakte ze houtskooltekeningen en wandkleden en gaf ze les in textiele vormgeving.

## Enkele werken
- 1975 Spelende kinderen, Wite Mar, Leeuwarden
- 1976 gevelsteen met ibissen, Ibisstraat / Mezenstraat, Leeuwarden (niet meer aanwezig)
- 1977 Het overleg, Stationsstraat, Buitenpost[5]
- 1979 De veengravers, Compagnonsweg / Meester Lokstraat, Ravenswoud[6]

## Afbeeldingen

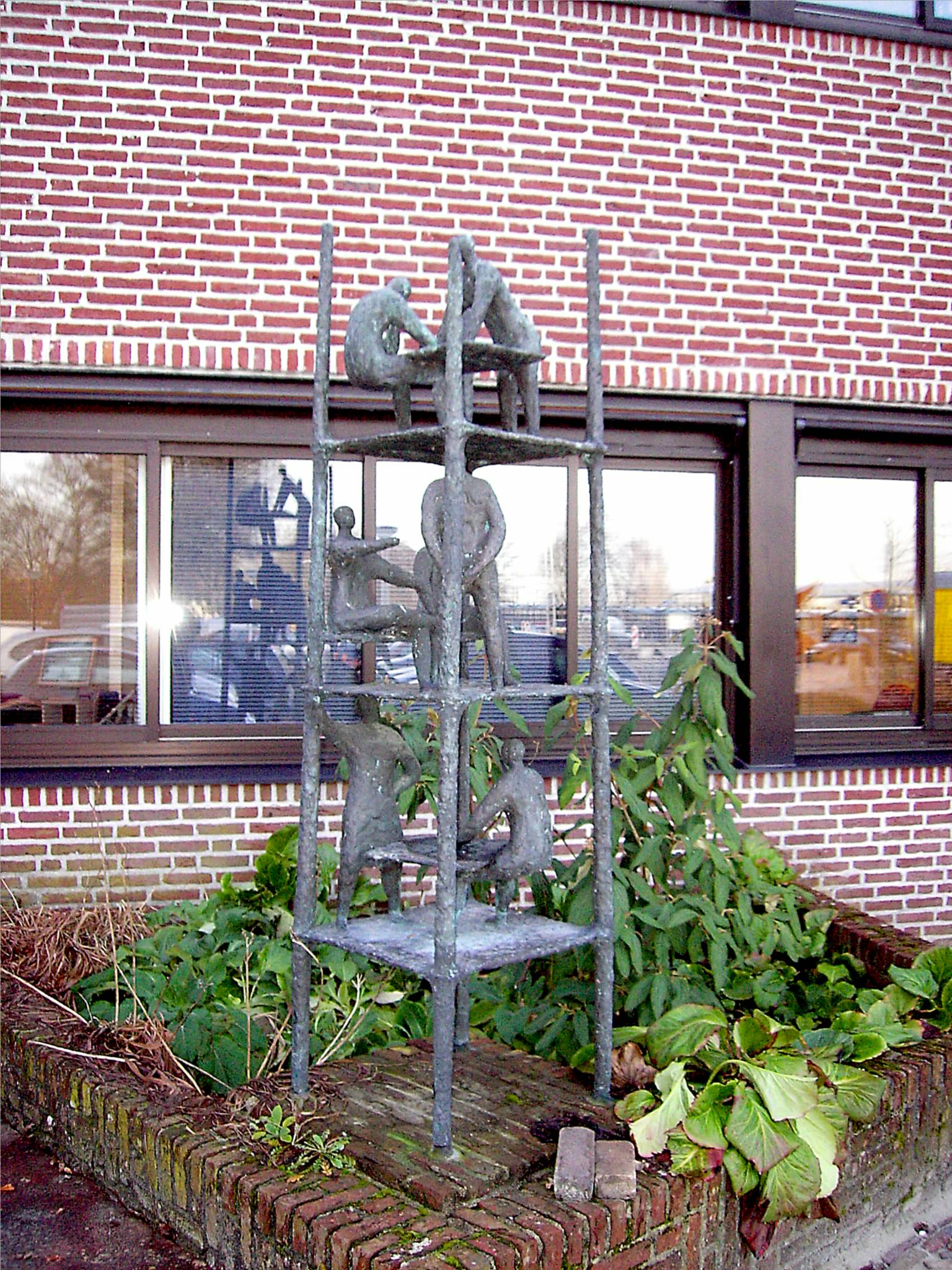
Het overleg (1977)
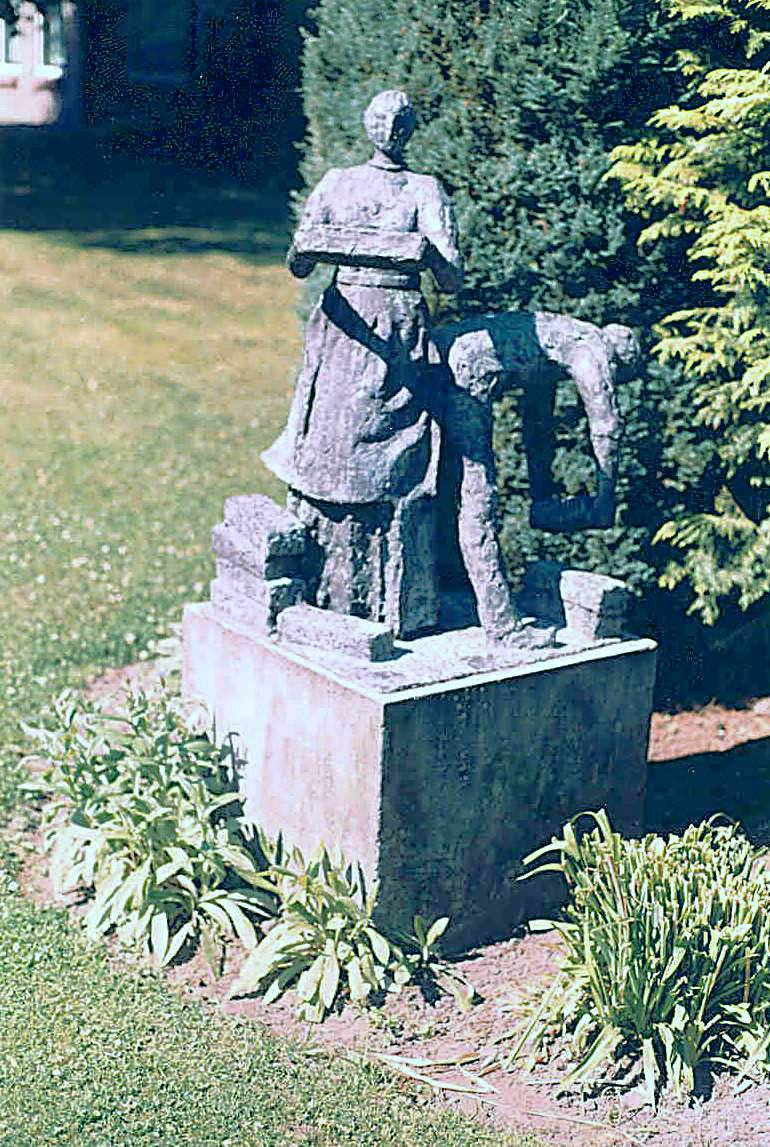
De veengravers (1979)

- Biografisch Portaal: 25354576
- RKD-Nederlands Instituut voor Kunstgeschiedenis: 14180